# Johann Pálffy von Erdőd (Philanthrop)

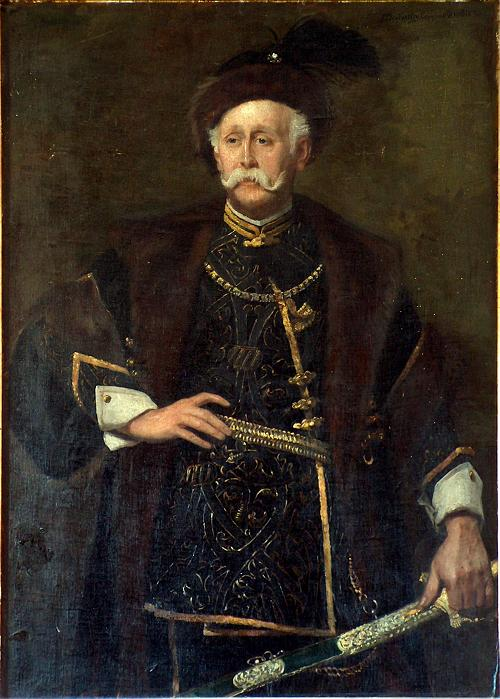
Johann Graf Pálffy

Graf Johann Pálffy von Erdőd (ungarisch Pálffy de Erdőd János, * 12. August 1829 in Preßburg, Königreich Ungarn; † 2. Juni 1908 in Wien, Österreich-Ungarn) war ein Mitglied des ungarischen Hochadels und ein bedeutender Kunstmäzen und Philanthrop.

## Herkunft
Die Pálffy von Erdőd stellten in der Habsburgermonarchie im Laufe der Jahrhunderte bekannte Offiziere und Beamte. Die ungarische Baronie wurde ihnen 1581 verliehen, Reichsgrafen des Heiligen Römischen Reiches wurden sie 1599, ungarische Grafen mit dem Prädikat „von Erdőd“ 1634. Den Namen „Erdőd“ hatte das Geschlecht anlässlich der Vermählung des Paul Pálffy mit der Clara Bakocz von Erdőd († ~ 1543) angenommen.
Berühmt wurde das Geschlecht vor allem durch Nikolaus II. Pálffy, der den Spitznamen 'der Türkenschläger' wegen seiner hervorragenden Erfolge während der Türkenkriege im 16. Jahrhundert erhielt.

## Leben
Johann Franz Graf Pálffy von Erdőd wurde als einziger Sohn des kaiserlichen Kammerherrn, des Grafen Franz V. Alois Pálffy (* 22. Juni 1780, † 14. November 1852) und dessen Ehefrau der Gräfin Natalia Erdődy de Monyorokerék (*27. April 1804 - † 26. Dezember 1845) in Preßburg geboren und wurde am 20. August 1829 im Preßburger Martinsdom vom Kanoniker Jozef Pribyla getauft. In der Taufmatrik wird sein ganzer Namen als „Joannes Baptista Maria Stephan Christianus Meneradus“ angegeben. Als Johann Pálffy auf die Welt kam, war sein Vater bereits 50 Jahre alt. Mit seiner jüngeren Schwester Gabriella verbrachte er eine unglückliche Kindheit in einer Familie, in der es weder Liebe noch Harmonie zwischen den Eltern gab. Auch zu seiner Schwester hatte Johann zeitlebens ein kühles Verhältnis.
Der Vater Franz war kaiserlicher Kammerherr, Kapitän der Preßburger Burg und Gespan des Preßburger Komitates. (Die letztgenannte Funktion wurde innerhalb der Familie Pálffy seit 1580 vererbt.) Aufgrund seiner großen Schulden und Geldverschwendung wurden seine Besitzungen unter amtlichen Verschluss angelegt und versiegelt. Franz war ein großer Verehrer des Theaters, jedoch auch schöner Frauen, und war Mitglied des Kasinovereins in Wien. Er liebte Hasardspiele, bei welchen er häufig riesige Summen verlor. Als 23-Jähriger verlor Johann Pálffy seinen Vater und erbte dessen stark verschuldete Besitztümer.
Nach der Absolvierung eines Studiums der Rechtswissenschaften reiste er sehr viel ins Ausland, wo er schließlich mehr als die Hälfte seines Lebens verbrachte. Seine Reisen nach Frankreich, Italien und England prägten wesentlich seinen künstlerischen Geschmack und spiegelten sich offensichtlich auch in den persönlichen Präferenzen in der Architektur seiner eigenen Paläste wider. Pálffy beherrschte fließend mehrere Weltsprachen in Wort und Schrift – außer Ungarisch sprach er Deutsch, Französisch, Italienisch, Englisch und teilweise Spanisch.
Nach dem Tod des Vaters 1852 sparte und wirtschaftete Johann fleißig, um seine geerbten Schulden begleichen zu können. Pálffy baute eine gut organisierte Hausverwaltung aus und dank seiner unternehmerischen Aktivitäten gelang es ihm tatsächlich, alle Schulden zu begleichen. Im Alter von 42 Jahren (1871) wurde er zum Obergespan des Preßburger Komitats gewählt. Die Einnahmen aus diesem Posten widmete er jedoch überwiegend wohltätigen Zwecken. Aufgrund seines geschickten und klugen Wirtschaftens wuchsen seine Besitzungen so enorm an, dass er am Ende seines Lebens zu den reichsten Personen des gesamten Österreich-Ungarns zählte. Mit seinen Immobilien und dem Einkommen von den Mieten (er besaß in der Innenstadt in Wien und Budapest ganze Wohnblöcke), war er einer der reichsten Männer der Monarchie. Nach seinem Tod wurde der Wert seines ganzen Vermögens auf 90 Millionen Kronen geschätzt.
Johann Pálffy stellte den besten Typus des ungarischen Adeligen, des Europäers und gleichzeitig Ungarn dar. Er war Mitglied des ungarischen Hochadels mit Beziehungen zum habsburgischen kaiserlichen Hof, Katholik, Absolvent der Rechtswissenschaften, Gespan des Preßburger Komitates (1871–1874), lebenslanges Mitglied der sog. Magnatentafel (d. h. der oberen Kammer) des Ungarischen Reichstages, kaiserlicher Geheimrat und Kammerherr (seit 1884). 1886 wurde ihm der „Orden der Eisernen Krone der ersten Klasse“ verliehen.
Pálffy wurde auch durch seine großzügigen philanthropischen Aktivitäten (mit weiterer politischer Konnotation) bekannt. Er widmete sein Einkommen aus der Funktion des Gespans den Armen der Stadt, um sie finanziell zu unterstützen. Er gründete einen Pensionsfonds für die Beamten des Komitates mit dem Kapital von 20.000 Gold-Kronen; er bezahlte Ärzte von seinen eigenen Ressourcen während der Choleraepidemie 1873 – 1874. Nach dem Hochwasser der Theiß in Segedin (ung. Szeged) spendete Pálffy den Opfern einen großzügigen finanziellen Beitrag. Der Graf legte großen Wert auf Bildung und deshalb unterstützte er mehrere Schulen, wie z. B. die Bürgerschulen in Tyrnau (slow. Trnava) und Sommerein (slow. Šamorín) sowie das Evangelische Lyzeum in Preßburg. Aus seinem Anteil des Herrschaftsgutes in Bibersburg (slow. Červený Kameň) gründete er 1900 eine Stiftung, von der Stipendien für Studenten der Mittelschulen und Hochschulen ausbezahlt wurden. Sein Anteil der Räumlichkeiten auf der Burg wurde als Wohnheim für die Professoren und Studenten genützt. Diese Stiftung, die nach ihrem Begründer genannt wurde, existierte bis 1952.
Der Graf besaß zahlreiche Besitzungen in Paris, Wien und im Königreich Ungarn. In Preßburg besaß er in der Herrengasse Nr. 19 ein Palais, das er großzügig im Jahre 1885 umbauen und erweitern ließ. Seine besondere Liebe gehörte jedoch dem Schloss Weinitz (slow.  Bojnice), das er einem umfassenden romantisierenden Umbau von 1888 bis 1909 unterzog. Es entstand das heutige Schloss, das den französischen Schlössern der Loire nachempfunden ist. Pálffy, Architekt und grafischer Designer, war einer der größten Sammler antiker Wandteppiche sowie Zeichnungen, Bilder und Skulpturen seiner Zeit. Nach seinem Tod wurde das Schloss von seinen Erben 1939 zusammen mit dem Heilbad und dem umgebenden Land an Jan Antonín Baťa verkauft (vom Schuhhersteller Bata).
Johann Pálffy starb am 2. Juni 1908 im Alter von 79 Jahren in Wien ohne eigene Nachkommen. Gemäß der Matrikel der Pfarrei St. Michael in Wien hatte er seinen letzten Wohnsitz in seinem Palais in der Wallner Straße im 1. Wiener Gemeindebezirk.

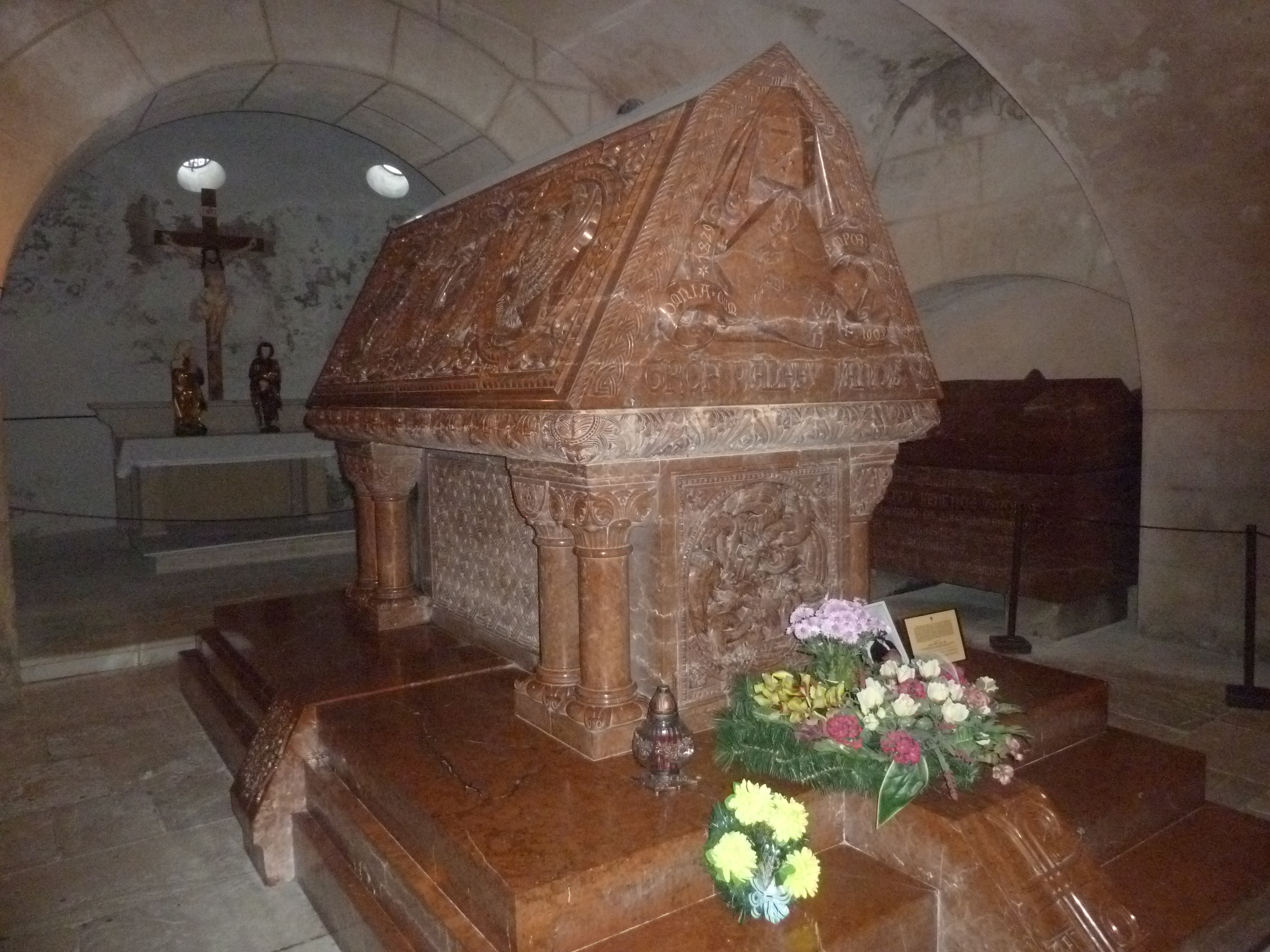
Grabmal von Johann Pálffy in der Krypta des Schlosses zu Weinitz.

Die Preßburger Zeitung schrieb über den Tod von Johann Pálffy u. a. Folgendes:
Graf Johann Pálffy, der eine gewisse Eigenheit in seinen Anschauungen und Handlungen liebte, hatte in früheren Jahren auch lebhaftes Interesse für unsere Stadtangelegenheiten bekundet. Er war einer der berühmtesten und verständigsten Sammler von Kunstwerken und die in seinen Schlössern aufbewahrten Gemälde und Kunstwerke repräsentieren einen Millionenwerth.
Am 4. Juni 1908 wurden seine sterblichen Überreste – seinem Wunsche entsprechend – auf Schloss Weinitz überführt und in der dortigen Krypta zur letzten Ruhe bestattet.
Nach dem Tod Pálffys entbrannte unter den Erben ein erbitterter Streit, der sich in jahrzehntelangen Gerichtsverfahren, die bis zum Jahre 1923 anhielten, demonstrierte. Die vom Grafen in seinem Testament vom 14. November 1907 festgeschriebenen Bestimmungen wurden nicht eingehalten und von den Erben missachtet. Viele Kunstgegenstände aus den Schlössern wurden bereits kurz nach dem Tode von Pálffy (von Erben, aber auch Verwaltern) widerrechtlich entwendet und gestohlen. Nach dem Zweiten Weltkrieg fiel der ganze Besitz laut der Beneš-Dekrete dem tschechoslowakischen Staat zu. Das Schloss ist heute ein Bestandteil des Slowakischen Nationalmuseums.